# Byadgihal (Old), Sindgi
Byadgihal (Old) là một làng thuộc tehsil Sindgi, huyện Bijapur, bang Karnataka, Ấn Độ.